# Stenón Roúpel
Stenón Roúpel är ett berg i Grekland.   Det ligger i regionen Mellersta Makedonien, i den norra delen av landet, 400 km norr om huvudstaden Aten. Toppen på Stenón Roúpel är 136 meter över havet.
Terrängen runt Stenón Roúpel är huvudsakligen kuperad, men norrut är den platt. Runt Stenón Roúpel är det ganska tätbefolkat, med 52 invånare per kvadratkilometer. Närmaste större samhälle är Sidirókastro, 11,4 km söder om Stenón Roúpel. == Kommentarer ==
1. ↑  Framräknat ur variansen i alla höjduppgifter (DEM 3") från Viewfinder Panoramas, inom 10 km radie.[2] Mer om algoritmen finns här: Användare:Lsjbot/Algoritmer.